# Solbacka, Nässjö kommun
Solbacka är en bebyggelse vid Spexhultasjöns östra stand, strax söder om Nässjö i Nässjö kommun. Från 2015 avgränsar SCB här en småort.